# ベルナルディーノ・ポッチェッティ

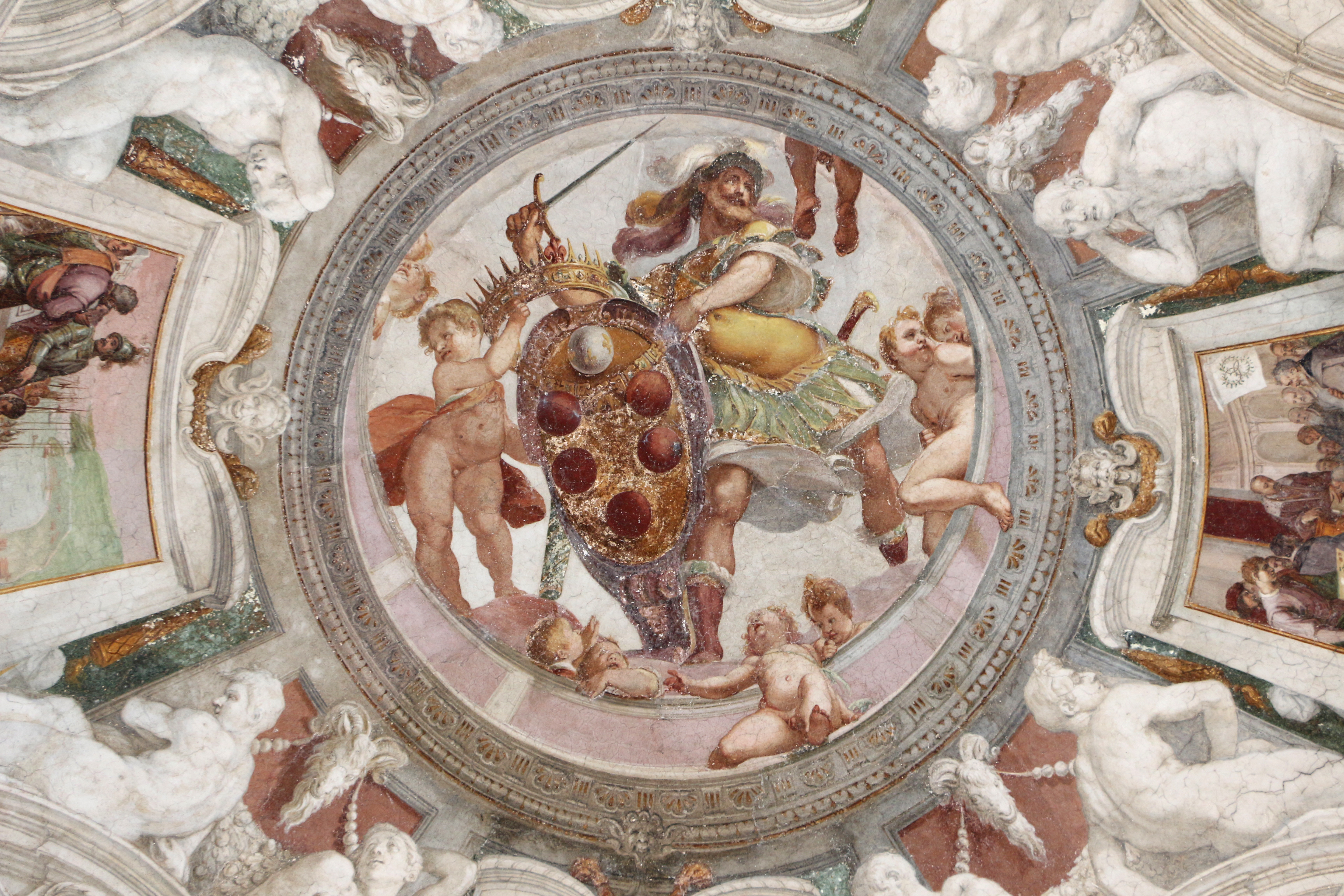
ポッチェッティ作の天井画

ベルナルディーノ・ポッチェッティ（Bernardino Poccetti 、1548年8月26日-1612年10月10日）は、16世紀末から17世紀初めにかけてフィレンツェで活躍した画家。

## 生涯

### 初期
ベルナルディーノはフィレンツェのサン・フレディアーノ地区に生まれた。ミケーレ・トシーニの工房で修練し、1570年にはアカデミア・デル・ディゼーニョに入会した。この年から1580年頃まで、彼はファサードの装飾に特化し、Bernardino delle Facciate、Bernardino delle Grottesche、Bernardino delle Museなどと呼ばれるようになる。彼の初期作品はビアンカ・カッペッロの邸宅やピッティ宮殿に見ることができる。

### 独立
少なくとも1574年から独立した画家として記録されており、同年パラジョ通りに工房を開いた。舞台美術家、建築家のベルナルド・ブオンタレンティ（Bernardo Buontalenti:c.1531-1608）と接触を持ち、彼をマエストロとみなし、彼の計画した建物のファサードを装飾するなどした他、彼と共に建築や遠近法の研究をした。
1579年頃ローマに滞在し、イタリアの芸術家の伝記作家のフィリッポ・バルディヌッチ(1625-1696)の云うところではポッチェッティの作品のスタイルは「以前とはたいへん変わった」。彼は建物のファサードの装飾に従事することをやめ、同時代のフィレンツェの画家たちと競い始めた。
フィレンツェに戻ってからは、1582年にMontedominiのSanta Maria Annunziataの修道院のフレスコ画装飾が記録されているが、19世紀中に破壊されてしまった。また、サンタ・マリア・ノヴェッラ教会の大回廊の装飾に参加し、6つのルネットの装飾を行ったほか、カッポーニ宮の装飾を行い(1583-1586)、そこでは、ルドビコ・カッポーニ・ジュニアの家族の著名な人物たちを描いた。
1585年から1590年に制作されたla compagnia della Santissima Annunziataのフレスコ画の中では、デューラーの版画を知っていたことを示している。
1589年Santa Felicita聖堂のCanigiani礼拝堂のMiracolo della Neveのフレスコ画は、彼の様式の円熟を示しており、アレッツォ市立美術館のAndata al Calvarioと、Casa Vasariの≪最後の晩餐≫もその時期の作品である。
1590年代はチェルトジオ会の聖人伝記作家となり、フィレンツェ、シエナ、ピサのチェルトジオ会修道院に装飾を行い、明白で庶民的な絵画表現によって、対抗宗教改革により支持された礼拝プロパガンダの要求に即した作品を制作した。フィレンツェのチェルトジオ会のアプシスには、1591年から93年にかけて、≪聖ブルーノの生涯≫をフレスコ画で描き、1597年からは、Cappella delle Reliquieの天井を装飾した。シエナのチェルトジオ会修道院では、1597年に≪最後の晩餐≫を描き、1598年にはピサのチェルトジオ会修道院の食堂に同主題をフレスコ画で描いた。
フィレンツェのSanta Maria Maddalena de’Pazzi教会のジリオ家礼拝堂の装飾はポッチェッティの傑作である。広々として自然な配置（構図）、のびのびとして堂々とした人物像、アンドレア・デル・サルトやシエナのヴァンニ、サリンベーニを思わせるやわらかな衣襞である。
16世紀末にはマドンナ・デル・ソッコルソの礼拝堂の装飾やSantissima Annunziataの聖イグナチオ礼拝堂の装飾を完成した。さらにサンタ・モナカ教会には、≪聖母マリア、聖マグダラのマリア、洗礼者聖ヨハネ≫をフレスコ画で描き、カルミネ聖堂には、油彩画で≪聖アンドレア・コルシーニの奇跡≫、板絵で≪受胎告知≫、フレスコ画で≪聖女エリアの犠牲≫を制作した。

### 晩年
彼の生涯の最後の10年間の彼の猛烈な活動については同時代人の称賛が物語っており、Santa Maria degli Angeli教会のchiostro della Sagrestiaの9つのルネット（1601年）、ピストイアのSantissima Annunziata教会の装飾、フィレンツェのSan Marco教会の装飾（1602年）、フィレンツェのSantissima Annunziata教会の大キオストロの装飾がある。
ポッチェッティの最期の作品の一つにはインノチェンティ病院のロッジャのフレスコ画およびサンタ・アポッロニア教会のクーポラの装飾があり、そこにはフェデリコ・バロッチの絵画からの影響が窺える。
1612年にフィレンツェで没した。